# Simophis rhinostoma
Simophis rhinostoma (сан-паульська несправжня коралова змія) — вид змій родини полозових (Colubridae). Мешкає в Бразилії і Парагваї. Це єдиний представник монотипового роду Simophis.

## Поширення і екологія
Сан-паульські несправжні коралові змії мешкають в центральній, західній і південно-західній Бразилії, а також на сході Парагваю. Вони живуть в атлантичних лісах і саванах серрадо. Ведуть денний, наземний спосіб життя, живляться амфібіями, ящірками і дрібними гризунами.